# The Marshall Mathers LP
A 2000-es The Marshall Mathers LP Eminem amerikai rapper harmadik nagylemeze. A megjelenése utáni első héten csak az Egyesült Államokban 1,76 millió példányban kelt el. 2001-ben megkapta a legjobb rapalbumnak járó Grammy-díjat, továbbá jelölték az év albumának. A RIAA-tól megkapta a 10 millió eladott példány után járó gyémánt minősítést. 2005-ig világszerte 19 millió példányt értékesítettek belőle.
Minden idők egyik legjobb hiphop-albumának tartják, a Rolling Stone a 2000-es évek 7., minden idők 302. legjobb albumának nevezte. Szerepel az 1001 lemez, amit hallanod kell, mielőtt meghalsz című könyvben.

## Az album dalai
|     | Cím                                                              | Szerző(k) | Hossz |
| --- | ---------------------------------------------------------------- | --------- | ----- |
| 1.  | Public Service Announcement 2000 (közreműködik Jeff Bass)        | Eminem    | 0:25  |
| 2.  | Kill You                                                         | Eminem    | 4:24  |
| 3.  | Stan (közr. Dido)                                                | Eminem    | 6:43  |
| 4.  | Paul (skit; előadja Paul Rosenberg)                              | Eminem    | 0:10  |
| 5.  | Who Knew                                                         | Eminem    | 3:47  |
| 6.  | Steve Berman (skit; előadja Steve Berman)                        | Eminem    | 0:53  |
| 7.  | The Way I Am                                                     | Eminem    | 4:50  |
| 8.  | The Real Slim Shady                                              | Eminem    | 4:44  |
| 9.  | Remember Me? (közr. RBX és Sticky Fingaz)                        | Eminem    | 3:38  |
| 10. | I'm Back                                                         | Eminem    | 5:10  |
| 11. | Marshall Mathers                                                 | Eminem    | 5:20  |
| 12. | Ken Kaniff (skit)                                                | Eminem    | 1:01  |
| 13. | Drug Ballad                                                      | Eminem    | 5:00  |
| 14. | Amityville (közr. Bizarre)                                       | Eminem    | 4:14  |
| 15. | Bitch Please II (közr. Dr. Dre, Snoop Dogg, Xzibit és Nate Dogg) | Eminem    |       |
| 16. | Kim                                                              | Eminem    | 6:17  |
| 17. | Under the Influence                                              | Eminem    | 5:22  |
| 18. | Criminal                                                         | Eminem    | 5:19  |

## Közreműködők
- ének: Eminem, Bizarre, Swifty, Kuniva, Kon Artis, Dr. Dre, Jeff Bass, RBX, Sticky Fingaz, Steve Berman, Snoop Dogg, Nate Dogg, Xzibit
- basszusgitár: Mike Elizondo
- elektromos gitár: John Bigham, Mike Elizondo
- billentyűk: Tom Coster, Jr., Mike Elizondo, Camara Kambon

### Produkció
- hangmérnök: Rick Behrens, Lynch & the lyrical assasinz, Mike Butler, Chris Conway, Rob Ebeling, Michelle Lynn Forbes, Steven King, Aaron Lepley, James McCrone, Akane Nakamura, Lance Pierre
- producer: Dr. Dre, DJ Mark the 45 King, Eminem, F.B.T.
- produkciós koordinátor: Larry Chatman, Joe Martin, Les Scurry, Kirdis Tucker
- keverés: Chris Conway, Rick Behrens, Mike Butler, Dr. Dre, Rob Ebeling, Eminem, Michelle Lynn Forbes, Akane Nakamura
- művészeti vezető és design: Jason Noto